# Hakon Stangerup
Hakon Carl Stangerup (* 10. November 1908 in Kopenhagen; † 22. Juli 1976 ebenda) war ein dänischer Literaturwissenschaftler und Übersetzer.

## Leben
Hakon Stangerup wuchs in Kopenhagen auf und schrieb für Literatur, Kultur und Pressefreiheit, darunter auch das Werk Avisens Historie. Stangerup war Redakteur für die dänische Tageszeitung Berlingske und später auch für die schwedische Tageszeitung Dagens Nyheter. Er war als Professor und Dozent für Kulturgeschichte an der Copenhagen Business School tätig. Im Jahr 1961 wurde er mit dem Dannebrogorden ausgezeichnet.
Er war ab 1940 über viele Jahre hinweg ein Abgeordneter im Dänischen Parlament. Aufgrund seiner vielfachen Äußerungen als Dänemark unter deutscher Besatzung war, dass Dänemark sich an die von europäischen Führern geförderte Politik anpassen müsse, galt er auch nach dem Ende des Zweiten Weltkriegs als Nazi-Sympathisant.
Hakon Stangerup war ab dem 4. Mai 1934 mit der Schauspielerin Betty Söderberg verheiratet. Aus der Ehe gingen Henrik Stangerup und Eva Helle Stangerup hervor. Sein Enkel ist Jacob Stangerup. 
Er starb am 22. Juli 1976 im Alter von 67 Jahren in Kopenhagen. Seine Grabstätte befindet sich auf dem Vestre Kirkegård.